# مهربانی تو
مهربانی تو (به هندی: Teri Meherbaniyan) فیلمی محصول سال ۱۹۸۵ و به کارگردانی ویجی ردی است. در این فیلم بازیگرانی همچون بروانی، آمریش پوری، جکی شروف، پونام دیلون، راج کیران، ساداشیو آمراپورکار، آسرانی، سوآپانا ایفای نقش کرده‌اند.